# Крістерс Тоберс
Крістерс Тоберс (лат. Kristers Tobers, нар. 13 грудня 2000, Добеле, Латвія) — латвійський футболіст, центральний захисник швейцарського клубу «Грассгоппер» та національної збірної Латвії.

## Ігрова кар'єра

### Клубна
Свою професійну кар'єру Крістерс Тоберс починав у клубі Вищої ліги чемпіонату Латвії «Лієпая». Першу гру він провів у березні 2018 року. 
На початку 2020 року Тоберс відправився в оренду у польський клуб «Лехія» з Гданська. Де грав до кінця сезону. А по закінченню сезону, вілтку 2020 року футболіст підписав з клубом повноцінний контракт до 2023 року. Після заврешення контракту з гданським клубом, у липні 2023 року Тоберс як вільний агент перейшов до швейцарського «Грассгоппера», підписавши з клубом контракт на два роки.

### Збірна
Міжнародну кар'єру Крістерс Тоберс починав ще у 2016 році у складі юнацької збірної Латвії.
21 березня 2019 року у матчі відбору до Євро - 2020 проти Північної Македонії Тоберс дебютував у складі національної збірної Латвії.
В ході кваліфікації чемпіонату Європи  2024 року Тоберс був обраний капітаном команди. І в першому ж матчі як капітан збірної відзначився забитим голом у ворота команди Туреччини 16 червня 2023 року.

## Титули і досягнення
- Володар Кубка Шотландії (1):

«Абердін»: 2024–25